# Marsha de Cordova

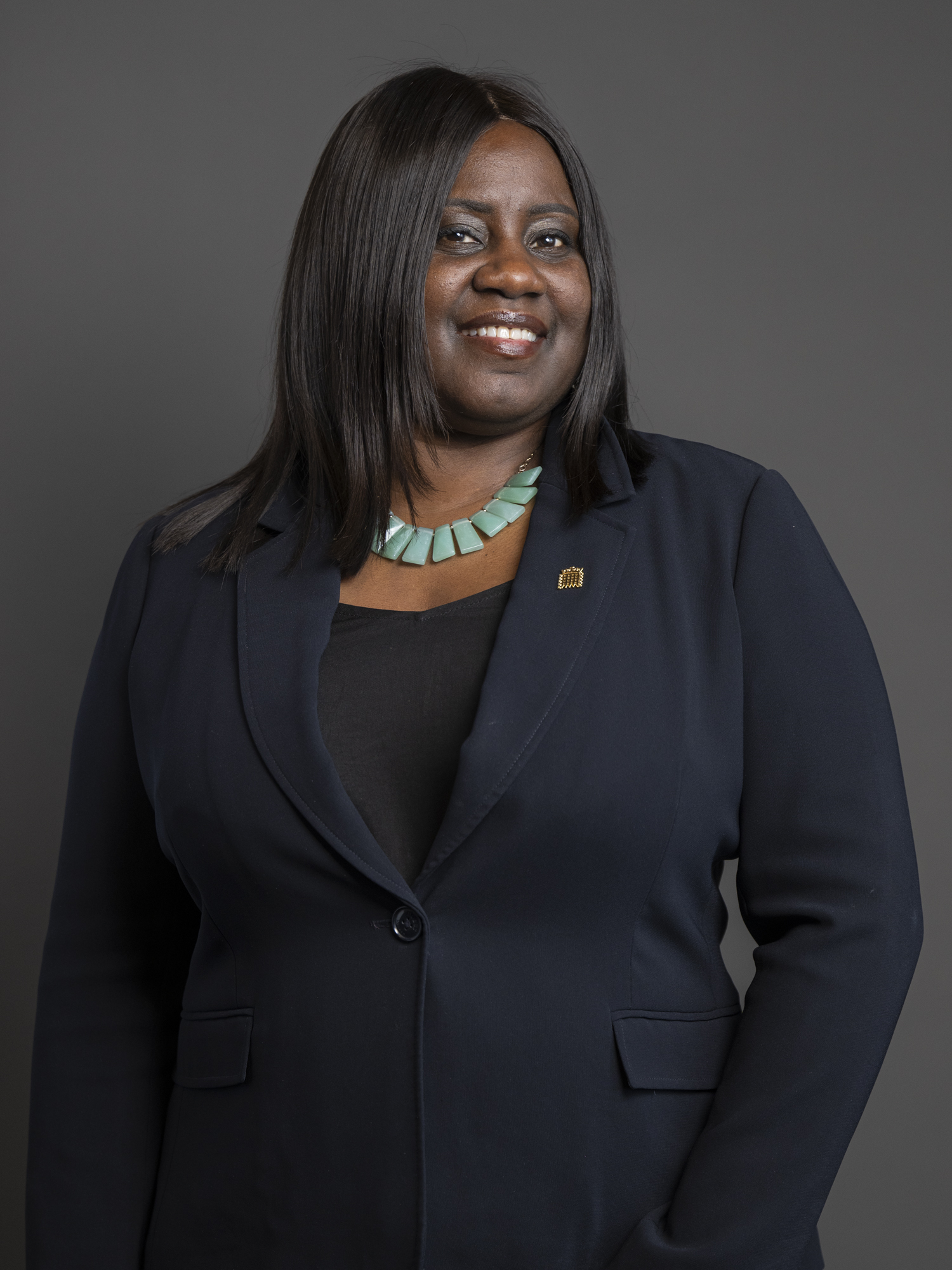
Marsha de Cordova (2024)

Marsha Chantal de Cordova (* 23. Januar 1976 in Bristol) ist eine britische Politikerin der Labour Party und Abgeordnete im House of Commons.

## Leben
Marsha de Cordova ist afro-karibischer Herkunft. Ihre Großeltern waren als Teil der Windrush-Generation aus Jamaika nach Großbritannien eingewandert. Sie hat fünf Geschwister, darunter den Fußballspieler Bobby De Cordova-Reid. Von Geburt an leidet sie an Nystagmus und ist daher stark sehbehindert.
Sie studierte Jura und Politikwissenschaft an der London South Bank University. Nach ihrem Abschluss arbeitete sie für verschiedene karitative Verbände wie Action for Blind People und den Thomas Pocklington Trust. 2014 gründete sie South East London Vision.

## Politische Ämter
Von 2014 bis 2018 vertrat Marsha de Cordova den Stadtbezirk Larhall im Rat des London Borough of Lambeth.
Bei der Britischen Unterhauswahl 2017 gewann sie den Wahlbezirk Battersea für die Labour Party gegen die damalige Abgeordnete Jane Ellison der Conservative Party. Sie konnte diesen Sitz auch bei den Unterhauswahlen 2019 und 2024 verteidigen und dabei ihren Vorsprung noch ausbauen. Der damalige Oppositionsführer Keir Starmer ernannte sie 2017 zur Schatten-Staatssekretärin für Menschen mit Behinderung (Shadow Minister for Disabled People) und 2020 zur Schattenministerin für Frauen und Gleichberechtigung in seinem Schattenkabinett. 2021 trat sie von diesem Amt zurück.
Marsha de Cordova gehört der Kirche von England an und ist Mitglied der Gemeinde von Holy Trinity, Clapham. Die Kirche, historisch die spirituelle Heimat der Clapham Saints, gehört zum evangelikalen Netzwerk von Holy Trinity Brompton (HTB) innerhalb der Kirche von England. Im Oktober 2024 wurde Marsha de Cordova zur Second Church Estates Commissioner ernannt. In diesem Amt, das traditionell mit einem Angehörigen der jeweiligen Regierungspartei besetzt wird, ist sie stellvertretende Vorsitzende der Church Commissioners, einer gemischt staatlich-kirchlichen Körperschaft, die treuhänderisch das Vermögen der Kirche von England verwaltet. Gleichzeitig repräsentiert sie die Kirche im Unterhaus, beantwortet parlamentarische Anfragen, die die Kirche betreffen, und gehört ex officio der Generalsynode der Kirche von England an.